# 다키카와촌
다키카와촌(滝川村)은 에히메현 기타군에 설치되었던 촌이다. 현재의 오즈시 북부에 해당한다.